# Lomaptera loriae
Lomaptera loriae är en skalbaggsart som beskrevs av Raffaello Gestro 1893. Lomaptera loriae ingår i släktet Lomaptera och familjen Cetoniidae. Utöver nominatformen finns också underarten L. l. fallax.